# Liste der Nummer-eins-Hits in Japan (1994)
Die Liste der japanischen Nummer-eins-Hits enthält die Daten vom 1. Januar bis zum 31. Dezember 1994. Die letzte Woche im Jahr fällt mit der ersten Woche des neuen Jahres zusammen. Angegeben sind die Verkaufszahlen der jeweiligen Nummer eins in ihrer Woche. Alle Angaben basieren auf den offiziellen japanischen Charts von Oricon.

## Singles
| ← 1993 ← | Liste der Nummer-eins-Hits in Japan | Liste der Nummer-eins-Hits in Japan | Liste der Nummer-eins-Hits in Japan        | 1995 →                    |
| \| Zeitraum \| Wo. ges. \| Interpret \| Titel Autor(en) \| Zusätzliche Informationen \| \| (Zeitraum, Wochen auf Platz eins, Interpret, Titel, Autor[en], zusätzliche Informationen) \| \| \| \| \| \| ----------------------------------------------------------------------------------------- \| -------- \| ----------------------------- \| ------------------------------------------ \| ------------------------- \| \| 27. Dezember 1993 – 23. Januar 1994 4 Wochen (insgesamt 5) \| 5 \| Kōmi Hirose \| Romance no kamisama \| – \| \| 24. Januar 1994 – 30. Januar 1994 1 Woche \| 1 \| Dreams Come True \| WINTER SONG \| – \| \| 31. Januar 1994 – 6. Februar 1994 1 Woche (insgesamt 5) \| 5 \| Kōmi Hirose \| Romance no kamisama \| – \| \| 7. Februar 1994 – 13. Februar 1994 1 Woche \| 1 \| Yutaka Ozaki \| OH MY LITTLE GIRL \| – \| \| 14. Februar 1994 – 20. Februar 1994 1 Woche \| 1 \| Zard \| Kono ai ni oyogi tsukarete mo/Boy \| – \| \| 21. Februar 1994 – 13. März 1994 3 Wochen \| 3 \| B’z \| Don’t Leave Me \| – \| \| 14. März 1994 – 20. März 1994 1 Woche \| 1 \| Miho Nakayama \| Tada nakitaku naru no \| – \| \| 21. März 1994 – 27. März 1994 1 Woche \| 1 \| SMAP \| Hey Hey ōkini maido ari \| – \| \| 28. März 1994 – 3. April 1994 1 Woche \| 1 \| Lindberg \| GAMBA-ranakucha ne \| – \| \| 4. April 1994 – 1. Mai 1994 4 Wochen \| 4 \| Masaharu Fukuyama \| IT’S ONLY LOVE/SORRY BABY \| – \| \| 2. Mai 1994 – 8. Mai 1994 1 Woche \| 1 \| TMN \| Nights of The Knife \| – \| \| 9. Mai 1994 – 22. Mai 1994 2 Wochen \| 2 \| Dreams Come True \| WHEREVER YOU ARE \| – \| \| 23. Mai 1994 – 29. Mai 1994 1 Woche \| 1 \| TUBE \| Natsu o dakishimet \| – \| \| 30. Mai 1994 – 5. Juni 1994 1 Woche \| 1 \| Miyuki Nakajima \| Sora to kimi no aida ni/Fight! \| – \| \| 6. Juni 1994 – 12. Juni 1994 1 Woche \| 1 \| trf \| survival dAnce ~no no cry more~ \| – \| \| 13. Juni 1994 – 19. Juni 1994 1 Woche (insgesamt 2) \| 2 \| Mr. Children \| innocent world \| – \| \| 20. Juni 1994 – 3. Juli 1994 2 Wochen \| 2 \| Wands \| Sekai ga owaru made wa... \| – \| \| 4. Juli 1994 – 10. Juli 1994 1 Woche \| 1 \| DEEN \| Hitomi sora sanai de \| – \| \| 11. Juli 1994 – 17. Juli 1994 1 Woche (insgesamt 2) \| 2 \| Mr. Children \| innocent world \| – \| \| 18. Juli 1994 – 31. Juli 1994 2 Wochen \| 2 \| X Japan \| Rusty Nail \| – \| \| 1. August 1994 – 7. August 1994 1 Woche \| 1 \| Miki Imai \| Miss You \| – \| \| 8. August 1994 – 14. August 1994 1 Woche \| 1 \| Yumi Matsutōya \| Hello, my friend \| – \| \| 15. August 1994 – 21. August 1994 1 Woche \| 1 \| CHAGE&ASKA \| HEART/NATURAL/On Your Mark \| – \| \| 22. August 1994 – 28. August 1994 1 Woche \| 1 \| Zard \| Konna ni soba ni iru no ni \| – \| \| 22. August 1994 – 4. September 1994 2 Wochen \| 2 \| Noriyuki Makihara \| SPY \| – \| \| 5. September 1994 – 11. September 1994 1 Woche \| 1 \| Kyōsuke Himuro \| VIRGIN BEAT \| – \| \| 12. September 1994 – 18. September 1994 1 Woche \| 1 \| Yumi Matsutōya \| Hello, my friend \| – \| \| 19. September 1994 – 25. September 1994 1 Woche \| 1 \| SMAP \| Ganbarimashō \| – \| \| 26. September 1994 – 2. Oktober 1994 1 Woche (insgesamt 2) \| 2 \| Ryōko Shinohara with t.komuro \| Itoshisa to setsunasa to kokoro tsuyosa to \| – \| \| 3. Oktober 1994 – 9. Oktober 1994 1 Woche \| 1 \| Luna Sea \| TRUE BLUE \| – \| \| 10. Oktober 1994 – 16. Oktober 1994 1 Woche (insgesamt 2) \| 2 \| Ryōko Shinohara with t.komuro \| Itoshisa to setsunasa to kokoro tsuyosa to \| – \| \| 17. Oktober 1994 – 23. Oktober 1994 1 Woche \| 1 \| Maki Ōguro \| Eien no yume ni mukatte \| – \| \| 24. Oktober 1994 – 30. Oktober 1994 1 Woche \| 1 \| Chisato Moritaka \| Sutekina tanjōbi/Watashi no daijina hito \| – \| \| 31. Oktober 1994 – 6. November 1994 1 Woche \| 1 \| Yuki Uchida \| TENCA o torō! -Uchida no yabō- \| – \| \| 7. November 1994 – 13. November 1994 1 Woche \| 1 \| Yumi Matsutōya \| Haru yo, koi \| – \| \| 14. November 1994 – 20. November 1994 1 Woche \| 1 \| Dreams Come True \| Suki/Kizuite yo \| – \| \| 21. November 1994 – 27. November 1994 1 Woche (insgesamt 3) \| 3 \| Mr. Children \| Tomorrow never knows \| – \| \| 28. November 1994 – 4. Dezember 1994 1 Woche \| 1 \| CHAGE&ASKA \| Meguri ai \| – \| \| 5. Dezember 1994 – 11. Dezember 1994 1 Woche \| 1 \| B’z \| MOTEL \| – \| \| 12. Dezember 1994 – 25. Dezember 1994 2 Wochen (insgesamt 3) \| 3 \| Mr. Children \| Tomorrow never knows \| – \| \| 26. Dezember 1994 – 1. Januar 1995 1 Woche \| 1 \| Mr. Children \| everybody goes \| – \| |                                     |                                     |                                            |                           |
| ← 1993 |                                     |                                     |                                            | → 1995 →                  |
| Zeitraum | Wo. ges.                            | Interpret                           | Titel Autor(en)                            | Zusätzliche Informationen |
| (Zeitraum, Wochen auf Platz eins, Interpret, Titel, Autor[en], zusätzliche Informationen) |                                     |                                     |                                            |                           |
| 27. Dezember 1993 – 23. Januar 1994 4 Wochen (insgesamt 5) | 5                                   | Kōmi Hirose                         | Romance no kamisama                        | –                         |
| 24. Januar 1994 – 30. Januar 1994 1 Woche | 1                                   | Dreams Come True                    | WINTER SONG                                | –                         |
| 31. Januar 1994 – 6. Februar 1994 1 Woche (insgesamt 5) | 5                                   | Kōmi Hirose                         | Romance no kamisama                        | –                         |
| 7. Februar 1994 – 13. Februar 1994 1 Woche | 1                                   | Yutaka Ozaki                        | OH MY LITTLE GIRL                          | –                         |
| 14. Februar 1994 – 20. Februar 1994 1 Woche | 1                                   | Zard                                | Kono ai ni oyogi tsukarete mo/Boy          | –                         |
| 21. Februar 1994 – 13. März 1994 3 Wochen | 3                                   | B’z                                 | Don’t Leave Me                             | –                         |
| 14. März 1994 – 20. März 1994 1 Woche | 1                                   | Miho Nakayama                       | Tada nakitaku naru no                      | –                         |
| 21. März 1994 – 27. März 1994 1 Woche | 1                                   | SMAP                                | Hey Hey ōkini maido ari                    | –                         |
| 28. März 1994 – 3. April 1994 1 Woche | 1                                   | Lindberg                            | GAMBA-ranakucha ne                         | –                         |
| 4. April 1994 – 1. Mai 1994 4 Wochen | 4                                   | Masaharu Fukuyama                   | IT’S ONLY LOVE/SORRY BABY                  | –                         |
| 2. Mai 1994 – 8. Mai 1994 1 Woche | 1                                   | TMN                                 | Nights of The Knife                        | –                         |
| 9. Mai 1994 – 22. Mai 1994 2 Wochen | 2                                   | Dreams Come True                    | WHEREVER YOU ARE                           | –                         |
| 23. Mai 1994 – 29. Mai 1994 1 Woche | 1                                   | TUBE                                | Natsu o dakishimet                         | –                         |
| 30. Mai 1994 – 5. Juni 1994 1 Woche | 1                                   | Miyuki Nakajima                     | Sora to kimi no aida ni/Fight!             | –                         |
| 6. Juni 1994 – 12. Juni 1994 1 Woche | 1                                   | trf                                 | survival dAnce ~no no cry more~            | –                         |
| 13. Juni 1994 – 19. Juni 1994 1 Woche (insgesamt 2) | 2                                   | Mr. Children                        | innocent world                             | –                         |
| 20. Juni 1994 – 3. Juli 1994 2 Wochen | 2                                   | Wands                               | Sekai ga owaru made wa...                  | –                         |
| 4. Juli 1994 – 10. Juli 1994 1 Woche | 1                                   | DEEN                                | Hitomi sora sanai de                       | –                         |
| 11. Juli 1994 – 17. Juli 1994 1 Woche (insgesamt 2) | 2                                   | Mr. Children                        | innocent world                             | –                         |
| 18. Juli 1994 – 31. Juli 1994 2 Wochen | 2                                   | X Japan                             | Rusty Nail                                 | –                         |
| 1. August 1994 – 7. August 1994 1 Woche | 1                                   | Miki Imai                           | Miss You                                   | –                         |
| 8. August 1994 – 14. August 1994 1 Woche | 1                                   | Yumi Matsutōya                      | Hello, my friend                           | –                         |
| 15. August 1994 – 21. August 1994 1 Woche | 1                                   | CHAGE&ASKA                          | HEART/NATURAL/On Your Mark                 | –                         |
| 22. August 1994 – 28. August 1994 1 Woche | 1                                   | Zard                                | Konna ni soba ni iru no ni                 | –                         |
| 22. August 1994 – 4. September 1994 2 Wochen | 2                                   | Noriyuki Makihara                   | SPY                                        | –                         |
| 5. September 1994 – 11. September 1994 1 Woche | 1                                   | Kyōsuke Himuro                      | VIRGIN BEAT                                | –                         |
| 12. September 1994 – 18. September 1994 1 Woche | 1                                   | Yumi Matsutōya                      | Hello, my friend                           | –                         |
| 19. September 1994 – 25. September 1994 1 Woche | 1                                   | SMAP                                | Ganbarimashō                               | –                         |
| 26. September 1994 – 2. Oktober 1994 1 Woche (insgesamt 2) | 2                                   | Ryōko Shinohara with t.komuro       | Itoshisa to setsunasa to kokoro tsuyosa to | –                         |
| 3. Oktober 1994 – 9. Oktober 1994 1 Woche | 1                                   | Luna Sea                            | TRUE BLUE                                  | –                         |
| 10. Oktober 1994 – 16. Oktober 1994 1 Woche (insgesamt 2) | 2                                   | Ryōko Shinohara with t.komuro       | Itoshisa to setsunasa to kokoro tsuyosa to | –                         |
| 17. Oktober 1994 – 23. Oktober 1994 1 Woche | 1                                   | Maki Ōguro                          | Eien no yume ni mukatte                    | –                         |
| 24. Oktober 1994 – 30. Oktober 1994 1 Woche | 1                                   | Chisato Moritaka                    | Sutekina tanjōbi/Watashi no daijina hito   | –                         |
| 31. Oktober 1994 – 6. November 1994 1 Woche | 1                                   | Yuki Uchida                         | TENCA o torō! -Uchida no yabō-             | –                         |
| 7. November 1994 – 13. November 1994 1 Woche | 1                                   | Yumi Matsutōya                      | Haru yo, koi                               | –                         |
| 14. November 1994 – 20. November 1994 1 Woche | 1                                   | Dreams Come True                    | Suki/Kizuite yo                            | –                         |
| 21. November 1994 – 27. November 1994 1 Woche (insgesamt 3) | 3                                   | Mr. Children                        | Tomorrow never knows                       | –                         |
| 28. November 1994 – 4. Dezember 1994 1 Woche | 1                                   | CHAGE&ASKA                          | Meguri ai                                  | –                         |
| 5. Dezember 1994 – 11. Dezember 1994 1 Woche | 1                                   | B’z                                 | MOTEL                                      | –                         |
| 12. Dezember 1994 – 25. Dezember 1994 2 Wochen (insgesamt 3) | 3                                   | Mr. Children                        | Tomorrow never knows                       | –                         |
| 26. Dezember 1994 – 1. Januar 1995 1 Woche | 1                                   | Mr. Children                        | everybody goes                             | –                         |